# Velîkofedorivka, Kazanka
Velîkofedorivka (în ucraineană Великофедорівка) este un sat în comuna Kașîrivka din raionul Kazanka, regiunea Mîkolaiiv, Ucraina.

## Demografie
Componența lingvistică a localității Velîkofedorivka
     Ucraineană (100%)
Conform recensământului din 2001, toată populația localității Velîkofedorivka era vorbitoare de ucraineană (100%).